# 小堀政利
小堀 政利（こぼり まさとし）は、江戸時代前期の旗本。禄高は3000石。茶道小堀遠州流第5世で、号は「宗功」。幼名は三郎右衛門。
小堀正十の次男。小堀政孝の養子となり、延宝元年（1673年）11月21日に家督を継いで小普請となる。延宝4年（1676年）4月26日に小姓組に列し、貞享元年（1684年）3月に職を辞する。
元禄7年（1694年）に数え年66歳で死去した。